# Casapus barbicollis
Casapus barbicollis là một loài bọ cánh cứng trong họ Ptinidae. Loài này được Israelson miêu tả khoa học năm 1993.